# Google Arts & Culture
Google Arts & Culture (укр. Мистецтво й Культура Ґуґл; колишня назва: Google Art Project) — це онлайн-платформа, використовуючи яку громадськість може отримати доступ до зображень високої чіткості художніх робіт, які зберігаються у музеях — партнерах ініціативи. Проєкт був запущений компанією Google 01 лютого 2011 року, у партнерстві з 17 міжнародно відомими музеями, включно з Галереєю Тейт, Лондон; Музеєм мистецтва Метрополітен, Нью-Йорк та Галереєю Уффіці, Флоренція.
Платформа дозволяє користувачам здійснювати віртуальні тури галереями музеїв, знайомитись з фізичною та контекстуальною інформацією про художні роботи та створювати свої власні віртуальні колекції. Функція «walk-through» проєкту використовує технологію Google Street View. Зображення багатьох робіт існують у надзвичайно високій якості, а кожен музей-партнер обрав одну роботу, зображення якої мало якість один гігапіксель (більше 1 млрд пікселів).
3 квітня 2012 року Google оголосив про значне розширення Артпроєкту та підписав угоди про партнерство з 151 музеєм 40 країн. На той час платформа налічувала більше 32 тис. робіт з 46 музеїв та продовжвалась робота з формування колекції зображень інших партнерських музеїв. Серед нових партнерів були Художня галерея Онтаріо, Білий дім, Галерея австралійського скельного мистецтва Гріффітського університету (Австралія), Музей ісламського мистецтва (Доха) та Гонконзький музей мистецтв. Тоді ж Google запустив другу, поліпшену версію сайту з функціями Google+, покращеним пошуком та функціями для навчання. Станом на березень 2015 року на сайті 81,8 тис. робіт з 486 колекцій.
З огляду на наміри створити з платформи глобальний ресурс, він доступний багатьма мовами.
Зараз Google Art Project є частиною Google Cultural Institute (Культурного інституту Ґуґл), в рамках якого також реалізуються проєкти:
- World Wonders Project (Проєкт «Чудеса світу»), який дозволяє віртуально відвідати давні та сучасні чудеса світу з використанням технологій Ґуґл (Street View, 3D-моделювання та інші). В рамках цього проєкту можна відвідати історичні пам'ятки — напр. Стоунхендж чи Помпеї, або природні, як Великий бар'єрний риф, а також дізнатися про їх розташування та історію, надану в рамках партнерства проєкту з ЮНЕСКО.
- Archive exhibitions (архівні виставки) — в партнерстві з музеями та іншими культурними закладами, цей проєкт дозволяє побачити тимчасові виставки після їх завершення, адже не всі об'єкти мистецтва мають постійне місце в музеях світу.

## Розвиток
Артпроєкт виник внаслідок політики Ґуґл про «20% часу», в рамках якої працівники компанії можуть брати до 20 % свого робочого часу на роботу над власними ідеями., — невелика команда працівників створила проєкт після дискусії, як використати технології Ґуґл для того, щоб зробити музеї більш доступними. Оскільки проєкт відповідає місії Ґуґл «організувати інформацію світу та зробити її універсально доступною та корисною», в середині 2009 року керівництво компанії вирішило підтримати проєкт та звернутися до онлайн-кураторів музеїв про участь у проєкті.

### Використана технологія
Для реалізації концепції команда Ґуґл пристосувала наявні технології, в тому числі Google Street View та Picasa та створила ряд нових засобів спеціально для проєкту. Так, була створена нова версія системи камер Google Street View 360° для використання всередині будівель, яка була встановлена на спеціальний візок. Були використані професійні панорамні головки CLAUSS RODEON VR Head HD та CLAUSS VR Head ST для отримання фото творів мистецтва високої роздільної здатності.
Кожен музей-партнер обирав один твір мистецтва для фото ультра-високої роздільної здатності приблизно в 1 000 більше ніж звичайна цифрова камера. На 2012 рік, найбільше фото — картини О. А. Іванова «Явлення Христа народу», мав розмір більше 12 гігапікселів.
Для отримання максимальної якості зображень, команда Ґуґл співпрацювала з спеціалістами з освітлення та фотографії музеїв-партнерів. Наприклад в Тейт Британія, для їх гігапіксельного зображення картини «No Woman No Cry» спеціалістами галереї було запропоновано зняти картину при денному освітленні та в темряві, щоб зафіксувати таємне фосфоресцентне зображення на картині, яке світиться в темряві. Фотографам Ґуґл треба було адаптувати їх метод, щоб засувка камери була відкрита протягом 8 секунд в темряві для отримання достатньо чіткого зображення. Але тепер, в Артпроєкті можна побачили обидва зображення, а у фізичній галереї Тейт — ні.
Після того, як були зроблені фото, команда використала ПО Google Street View та дані GPS для поєднання фото та прив'язки їх до планів поверхів музеїв та до карт Ґуґл, так, що користувачі можуть легко переходити від карт до Google Street View до прогулянки всередині галерей музеїв-партнерів до розгляду картини засобами Picasa, наприклад «розгляд під мікроскопом».
Користувачі можуть ‘здійснити прогулянку’ галереями за допомогою Google Street View та переглянути твори мистецтва за допомогою Picasa, яка дозволяє роздивитися їх деталі у більшому наближенні, ніж видно неозброєним оком, а також прив'язано до науково-просвітницького контенту на інших ресурсах Ґуґл, наприклад Google Scholar, Google Docs та YouTube, що дозволяє отримати додаткову інформацію про твір мистецтва. Користувачі також можуть створювати власні галереї та ділитися ними зі знайомими різними засобами, у тому числі за допомогою соціальної платформи Google+. Використання Google+ Hangouts в проєкті дозволяє і інтерактивне використання, наприклад онлайн-лекція професора про мистецтво, яка використовує зображення колекції та відео-дискусії зі студентами, або віртуальний професійний гід по музею для віддалених відвідувачів.

Ганс Гольбейн молодший, Посланці в Артпроєкті

### Обмеження технології
Люк Вінсент, директор інжиніринга в Ґуґл та керівник команди, відповідальної за доопрацювання і використання Street View в Артпроєкті, висловлював занепокоєність щодо достатності якості панорамних камер, які використовувались для фотографування галерей та робіт в них. Деякі художні твори було особливо важко правильно сфотографувати та відтворити як віртуальні, двовимірні зображення. Одним з також була картина Ганса Гольбейна молодшого «Посланці» з огляду на використання художником анаморфних технік для викривлення зображення черепа на передньому плані картини. Коли людина дивиться на оригінал картини в Національній галереї в Лондоні, зображення черепа здається викривленим доки вона не відійде на декілька кроків вбік до точки, яку мав на меті художник. В цей момент, зображення черепу стає дуже реалістичним. Цей ефект переданий у віртуальний світ у гігапіксельній версії фото картини, але значно менш виражений у функції «прогулянки».
Ґуґл продовжує роботу над покращенням технічної реалізації проєкту.

## Заклади та художні роботи
При запуску проєкту були залучені 17 музеїв-партнерів. Початкові 1 061 високоякісні зображення 486 різних митців були показані в 385 віртуальних галереях з 6 000 панорамами в стилі Street View.
Нижче наведено перелік оригінальних 17 музеїв-партнерів, з гігапіксельним зображеннями обраної ними картини з їх колекції як вона є в Google Art Project:
| Музей-партнер                                                            | Гігапіксельне зображення                                  | Назва твору                                                          | Митець                      | Дата              |
| ------------------------------------------------------------------------ | --------------------------------------------------------- | -------------------------------------------------------------------- | --------------------------- | ----------------- |
| Стара національна галерея Берлін, Німеччина                              |                                                           | В зимовому саду                                                      | Едуар Мане                  | 1878—1879         |
| Галерея мистецтв Фріра, Смітсонівський інститут Вашингтон, ОК, США       |                                                           | La Princesse du pays de la porcelaine                                | Джеймс Вістлер              | 1863—1865         |
| Колекція Фріка Нью-Йорк, США                                             |                                                           | Екстаз Франциска Асізького                                           | Джованні Белліні            | бл. 1480          |
| Берлінська картинна галерея Берлін, Німеччина                            |                                                           | Купець Георг Гізе                                                    | Ганс Гольбейн молодший      | 1497—1562         |
| Музей Кампа Прага, Чехія                                                 | Файл:František Kupka - Katedrála - Google Art Project.jpg | Собор                                                                | Франтішек Купка             | 1912—1913         |
| Музей мистецтва Метрополітен Нью-Йорк, США                               |                                                           | Збір зерна                                                           | Пітер Брейгель старший      | 1565              |
| Музей сучасного мистецтва Нью-Йорк, США                                  |                                                           | Зоряна ніч                                                           | Вінсент ван Гог             | 1889              |
| Національний музей «Центр мистецтв імені королеви Софії» Мадрид, Іспанія |                                                           | Пляшка Anís del Mono                                                 | Хуан Ґріс                   | 1914              |
| Музей Тиссена-Борнемісса Мадрид, Іспанія                                 |                                                           | Лицар                                                                | Вітторе Карпаччо            | 1510              |
| Національна галерея Лондон, Велика Британія                              |                                                           | Посланці                                                             | Ганс Гольбейн молодший      | 1533              |
| Версальський палац Версаль, Франція                                      |                                                           | Марія-Антуанетта де Лорейн-Габсбурзька, королева Франції, та її діти | Елізабет Віже-Лебрен        | 1787              |
| Державний музей (Амстердам) Амстердам, Нідерланди                        |                                                           | Нічна варта                                                          | Рембрандт ван Рейн          | 1642              |
| Ермітаж Санкт-Петебург, Росія                                            |                                                           | Повернення блудного сина                                             | Рембрандт ван Рейн          | 1663—1665         |
| Третьяковська галерея Москва, Росія                                      |                                                           | Явлення Христа народу                                                | Олександр Андрійович Іванов | 1837—1857         |
| Тейт Британія Лондон, Велика Британія                                    | Файл:Ofili-No-Woman.jpg                                   | No Woman No Cry                                                      | Крис Офілі                  | 1998              |
| Галерея Уффіці Флоренція, Італія                                         |                                                           | Народження Венери                                                    | Сандро Боттічеллі           | 1483—1485         |
| Капітолійські музеї Рим, Італія                                          |                                                           | Капітолійська вовчиця                                                |                             | 500 —480 до н. е. |
| Музей ван Гога Амстердам, Нідерланди                                     |                                                           | Спальня в Арлі                                                       | Вінсент ван Гог             | 1888              |

Ґуґл має на меті збільшення кількості учасників Артпроєкту, тому шукає партнерства з музеями різних країн світу. Зараз в Артпроєкті майже 500 колекцій з 81,8 тисяч експонатів. Артпроєкт надає галереям можливість заповнити форму на запит партнерства з Ґуґл.

## Сприйняття
Запуск Google Art Project спричинив дебати серед вчених, персоналу музеїв, критиків мистецтва та журналістів, і отримав як позитивні відгуки так і критику. В рамках подальшого розвитку проєкту Ґуґл взяв до уваги частину критики.

### Схвалення
Серед причин схвалення проєкту основними є такі:
- Збільшення доступності мистецтва: за наявності доступу в інтернет, будь-хто, будь-коли, будь-де може відвідати сторінки Артпроєкту, «відвідавши» таким чином музеї та картини, до яких вони можуть не мати доступу в реальному світі.[19] Професори можуть робити «виїзні» лекції для студентів без відповідних витрат а поїздки, можна віддалено спілкуватися з експертом музею або іншого закладу мистецтва.[17]
- Кращий досвід відвідання: на відміну від реального музею, «відвідувачі» музею на сайті не обмежені часовими рамками, грошима чи фізичною складністю доступу, їм не заважають інші відвідувачі, а картина завжди «виставлена».
- Запрошує нових відвідувачів: Багато істориків мистецтва та вчених вважають, що онлайн-досвід спонукає людей відвідати галерею в реальності, і досвід Google Art Project це підтверджує — дослідження встановили позитивну кореляцію між відвіданням Артпроєкту та реальним туром до музею.[20].
- Доповнює візит до реального музею: Дослідження показують, що віртуальні тури доповнюють візити в реальному просторі, а відвідувачі більше задоволені такими реальними візитами, якщо вони вже побували у віртуальному турі[20].
- Потенціал для подальшого розвитку: деякі науковці та критики мистецтва вважають, що Артпроєкт змінює формат використання музеями Інтернету. Напр., Ненсі Проктор зі Смітсонівського інституту вважає, що проєкт може використовуватись музеями, щоб надавати плани музею та інформацію про галереї замість друкованих матеріалів. Відвідувачі могли б тримати смартфони перед твором мистецтва, а Артпроєкт надавав би про нього інформацію.[21]
- Демократизація культури: спрощення доступу до культури — як споживання, так і поширення.

### Критика
- Європоцентризм: Під час початкового запуску проєкту, критики відмічали, що він надає лише прозахідне уявлення про мистецтво, оскільки більшість з перших включених музеїв були з Західної Європи та США.[22] У подальшому, з розширенням кількості партнерів, Артпроєкт включає і графіті, і скельне мистецтво, і мистецтво малих народностей.[23]
- Відбір контенту: незважаючи на кількість представлених партнерів та творів мистецтва, критики все одно висловлюють занепокоєність тим, як проєкт показує мистецтво та його історію. Ґуґл та музеї-партнери самі обирають, яку інформацію включити, які твори мистецтва (та якої якості знімків); дехто вважає, що це не відповідає демократичній ініціативі проєкту.[24]
- Можливі ризики для безпеки: критики поставили питання, як відвідувачі Артпроєкту можуть зі шкідливими намірами використати зображення Street View — наприклад, наявність зображень приміщень галерей високої роздільної здатності може дозволити злочинцям створити мапу систем безпеки музею, що дозволить їм її обійти при проникненні в музей.[25]

## Схожі ініціативи

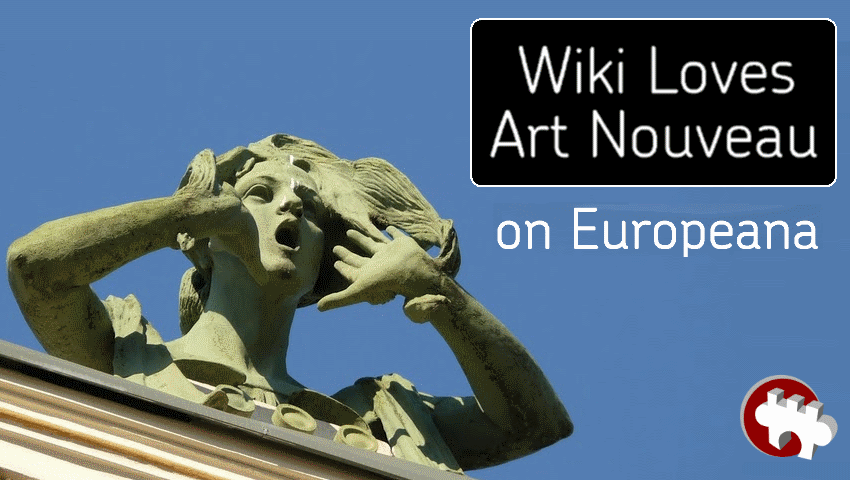
Банер для «Вікі любить Ар-Нуво» Виставка на Європеана.

- Європеана — віртуальне сховище творів мистецтва, літератури, культурних об'єктів, реліквій та музикальних записів більш ніж 2000 європейських установ.[27]
- Images for the Future[28] — проєкт, направлений на оцифрування аудіовізуальних культурних об'єктів Нідерландів та надання до них доступу через онлайн-архів.[28]
- smARThistory як частина Khan Academy — мультимедійний ресурс з відео, аудіогідами, мобільними додатками та коментарями від істориків мистецтва.
- багато реальних музеїв пропонують віртуальні виставки, деякі — віртуальні 3-D тури, схожі на галерейний вигляд Артпроєкту; інші просто відтворюють зображення з їх колекції на сторінці закладу. Наприклад:
  - Національний музей природної історії Григоре Антіпа[29] та Музей румунського селянина[30] (обидва — Бухарест, Румунія) пропонують віртуальні тури.
  - Національний музей Прадо запустив віртуальну колекцію у співробітництві з Google Earth в січні 2009. Вебсайт містив фотографії 14 картин музею, розмір яких доходив до 14 гігапікселів.
- деякі музеї мають колекції, які існують виключно у кіберпросторі; вони відомі як віртуальні музеї.
- Віртуальний музей Канади — віртуальна колекція експонатів з понад тисячі канадських місцевих, провінційних та національних музеїв.
- osianama.com — це онлайн база знань про індійські мистецтва, книги, архітектуру, культуру та кіно.[31]
- Вікіпедія:БоГеМА (галереї, бібліотеки, архіви та музеї, також включає ботсади та зоопарки) допомагає закладам культури ділитися своїми ресурсами зі світом через проєкти співпраці з досвідченими вікіпедистами.